# خط (هنرهای تجسمی)
بعد از نقطه دومین عنصر بصری و تجسمی خط است که به صورت فراوان و متنوع در طبیعت موجود است و معمولاً بینندگان از آن غافلند. در هنر نیز مهم‌ترین عنصر و شکل دهنده موضوعات هنری است و می‌توان گفت که مهم‌ترین عنصر شکل دهندهٔ موضوعات هنری است. تعریف خط از نظر ریاضی عبارت است از حرکت و امتداد نقطه در سطح یا در فضا. خط از برخورد دو صفحه یا از برخورد دو سطح به وجود می‌آید. خط یک عنصر تصویری که فقط دارای واقعیت طولی است و فاقد عرض و عمق است. ما انواع خط را آنقدر متنوع می‌بینیم که در واقع هیچ نمونه‌ای بدون ارتباط با آن نمی‌تواند موقعیت خود را به نمایش بگذارد. هر شی ء که لمس می‌کنیم بهترین نمایش نشان دادن خط است.
به همان اندازه که قوهٔ لامسه انسان سختی و نرمی را تشخیص می‌دهد، قوهٔ بینایی نیز نسبت به تأثیر روانی خطوط ارزش‌های هنری آن حساسیت بخرج می‌دهد. خاصیت روانی و بصری خط بستگی به انواع خط دارد، و هر نوع خط نیز بیان تصویری خاص خود را دارد. مثلاً خطوط افقی معرف تعادل، آرامش، سکون است و در مقابل خطوط مورب دارای جلوهٔ ناپایداری بوده، با حرکت و هیجان‌آور است. آثاری که با خطوط منحنی به وجود آمده با نرمی و لغزندگی خود، نشانگر نرمی و لطافت است. خطوط مواج، مارپیچ، زاویه دار، کج، دندانه دار نیز هر کدام بیان بصری و حس‌های گوناگونی را منتقل می‌کنند.

## مفهوم خط
خط موجودیست فرضی که از جابجایی نقطهٔ فرضی در اثر کنش بیرونی یا درونی به وجود می‌آید یا به عبارت دیگر خط از بینهایت نقطه‌های نزدیک بهم یا بهم چسبیده در یک ردیف یا یک سو به وجود می‌آید. در هر صورت نقطه پس از جابجایی برای اینکه در محل دیگری متوقف شود زمانی را در بر می‌گیرد بنابراین خط نمودار ان زمان می‌شود و می‌توان آن را این‌گونه بیان کرد که خط نمودار زمان در یک اثر هنری است.

### انواع خط
برای پی بردن به خصوصیات خط باید اشکال مختلف و کیفیات آن را مورد بررسی قرار داد. به‌طور کلی خطوط از لحاظ شکل به سه دستهٔ عمدهٔ خطوط راست خطوط شکسته خطوط منحنی تقسیم می‌شوند.
1. خط راست در علم هندسه کوتاهترین فاصلهٔ بین دو نقطه خط راست خواهد بود. به‌طور کلی خط راست خطی است که در طول مسیر خود تغییر جهت نداده و در مسیر معین با موقعیتهای افقی و عمودی و مورب رسم می‌شود. خط راست به دلیل اینکه مسیر ثابتی دارد می‌تواند خیلی سریع و منظم ترسیم شود.
2. خط شکسته پاره خطهایی که به دنبال هم ولی نه در یک جهت قرار گرفته‌اند و در هر مقطع یا شکستگی زاویه‌ای ایجاد کرده‌اند را خطوط شکسته گویند.
3. خط منحنی خطی است که دارای سمت و سویه‌های متغیر با کش و قوسهای ثابت یا متفاوت است.

## خطوط بیانی و ساختاری
خط یکی از عناصر اصلی بصری در طراحیست که در دست هنرمندان مختلف متناسب با عواطف و احساسات و چگونگی ذهن و اندیشهٔ آن‌ها معانی ویژه یافته و بیان می‌شود. چگونگی احوال هنرمند در زمان خلق یک اثر هنری تأثیر فراوانی در نحوهٔ بیان خط دارد. اکسپرشن یا بیان حالت به معنی تظاهرات بیرونی شخصیت و رفتارهای فردی انسان است. خطوط بیانگر می‌توانند بیان‌کنندهٔ احساسات انی هنرمند یا بیان‌کنندهٔ ذهنیات او باشند.

## خطوط ساختمانی یاکنستراکتیو
خطوط ساختمانی از لحاظ بصری بیان‌کنندهٔ انضباطی منطقی و ساختمانی هستند و بر خلاف خطوط اکسپرسیو بیشتر منطقی و تابع نظم و قاعدهٔ ویژه‌ای هستند که قبلاً توسط هنرمند پیش‌بینی و انتخاب شده‌است و در حقیقت نوع تفکر و اندیشهٔ او در قالب خطهای منظم و حساب شده ارائه می‌گردد.

## خط در کادرهای محدود و مشخص
فضای درونی یک کادر زمانی معنا پیدا می‌کند که چیزی در درون کادر انرژی بصری ان را فعال کند. این چیز می‌تواند یک خط یا عنصر دیگری باشد بدین صورت با قرار دادن انواع خطوط در کادرهای مشخص می‌توان این عنصر بصری را سازماندهی کرد و روابط آن‌ها را در ترکیبی مناسب برای نمایش موضوعی خاص شکل داد.

## ترکیب خط و نقطه
خط کنش جاندار ذاتی است که توسط حرکت خلق می‌شود. دو عنصر نقطه و خط با ترکیب و آمیختگی شان زبان خاص خود را می‌سازند که با هیچ کلمه‌ای حاصل نمی‌شود. نقطه و خط بر صفحه واسیلی کاندینسکی خط و نقطه در ترکیب با هم ممکن است حالت تعادل یا بی تعادلی را تشکیل دهند. مثلاً اگر نقطه در پای خطی عمودی واقع شود در استحکام و ایستائی ان شریک شده و تعادل بسیاری را باعث می‌شود. بر عکس اگر همین نقطه بطرف بالا حرکت کند یک بی تعادلی را القا می‌کند.